# SLC25A5
SLC25A5 (англ. Solute carrier family 25 member 5) – білок, який кодується однойменним геном, розташованим у людей на короткому плечі X-хромосоми.  Довжина поліпептидного ланцюга білка становить 298 амінокислот, а молекулярна маса — 32 852.
| 10         |  | 20         |  | 30         |  | 40         |  | 50         |
| ---------- |  | ---------- |  | ---------- |  | ---------- |  | ---------- |
| MTDAAVSFAK |  | DFLAGGVAAA |  | ISKTAVAPIE |  | RVKLLLQVQH |  | ASKQITADKQ |
| YKGIIDCVVR |  | IPKEQGVLSF |  | WRGNLANVIR |  | YFPTQALNFA |  | FKDKYKQIFL |
| GGVDKRTQFW |  | LYFAGNLASG |  | GAAGATSLCF |  | VYPLDFARTR |  | LAADVGKAGA |
| EREFRGLGDC |  | LVKIYKSDGI |  | KGLYQGFNVS |  | VQGIIIYRAA |  | YFGIYDTAKG |
| MLPDPKNTHI |  | VISWMIAQTV |  | TAVAGLTSYP |  | FDTVRRRMMM |  | QSGRKGTDIM |
| YTGTLDCWRK |  | IARDEGGKAF |  | FKGAWSNVLR |  | GMGGAFVLVL |  | YDEIKKYT   |

A: Аланін

C: Цистеїн

D: Аспарагінова кислота

E: Глутамінова кислота

F: Фенілаланін

G: Гліцин

H: Гістидин

I: Ізолейцин

K: Лізин

L: Лейцин

M: Метіонін

N: Аспарагін

P: Пролін

Q: Глутамін

R: Аргінін

S: Серин

T: Треонін

V: Валін

W: Триптофан

Задіяний у таких біологічних процесах як взаємодія хазяїн-вірус, транспорт, розходження хромосом. 
Локалізований у мембрані, мітохондрії, внутрішній мембрані мітохондрії.